# Věra Kotasová-Kostruhová
Věra Kotasová-Kostruhová (Brno, Checoslovaquia, 14 de julio de 1977) es una deportista checa que compitió en escalada, especialista en la prueba de bloques.
Ganó una medalla de bronce en el Campeonato Mundial de Escalada de 2005 y una medalla de bronce en el Campeonato Europeo de Escalada de 2002.

## Palmarés internacional
| Campeonato Mundial | Campeonato Mundial | Campeonato Mundial | Campeonato Mundial |
| Año                | Lugar              | Medalla            | Prueba             |
| ------------------ | ------------------ | ------------------ | ------------------ |
| 2005               | Múnich (Alemania)  | Medalla de bronce  | Bloques            |
| Campeonato Europeo |                    |                    |                    |
| Año                | Lugar              | Medalla            | Prueba             |
| 2002               | Chamonix (Francia) | Medalla de bronce  | Bloques            |